# Enter: The Conquering Chicken
Enter: The Conquering Chicken is het tweede en laatste studioalbum van de Amerikaanse punkband The Gits. Het album werd uitgegeven op 22 maart 1994 via het platenlabel C/Z Records op cd, lp en als cassette. Het album werd heruitgegeven in 2003 via Broken Rekids op cd en lp met nieuwe artwork en bonustracks. Deze versie werd opnieuw uitgegeven in 2007.
Enter: The Conquering Chicken werd uitgegeven na de dood van zanger Mia Zapata, die overleed in juli 1993, tijdens de productie van het album, dat aan Zapata is opgedragen. De rest van de band verzamelde het opgenomen materiaal dat op dat moment klaar was en bracht het samen in dit album. Kort daarna werd The Gits opgeheven.

## Nummers
Enkele nummers die op het album staan, waren al eerder uitgegeven. Dit betreffen tracks 3 en 5, de eerste twee nummers van de single "Precious Blood" (1990), tracks 9-10, die te horen zijn op de single "Second Skin" (1991) en track 11, die uitgegeven is met de single "Spear & Magic Helmet" (1991).
Het nummer "Spear & Magic Helmet", dat wel op de oorspronkelijke uitgave van het album te horen is, staat niet op de heruitgave. Het is wel te horen op de heruitgave van het debuutalbum Frenching the Bully (1992) uit 2003. Tracks 11 en 14-15 waren nog niet eerder uitgegeven. De live-nummers zijn opgenomen tijdens een concert in juni 1993 in het X-Ray Cafe.
| Oorspronkelijke uitgave 1. "Bob (Cousin O.)" - 3:04 2. "Guilt Within Your Head" - 2:26 3. "Seaweed" - 2:23 4. "A Change Is Gonna Come" - 4:03 5. "Precious Blood" - 3:46 6. "Beauty of the Rose" - 2:36 7. "Drunks" - 1:37 8. "Italian Song" - 2:07 9. "Social Love I" - 2:39 10. "Social Love II" - 1:51 11. "Spear & Magic Helmet" - 2:43 12. "Drinking Song" - 2:55 13. "Sign of the Crab" - 2:33 | Heruitgave 1. "Bob (Cousin O.)" - 3:03 2. "Guilt Within Your Head" - 2:25 3. "Seaweed" - 2:25 4. "A Change is Gonna Come" - 4:02 5. "Precious Blood" - 3:45 6. "Beauty of the Rose" - 2:36 7. "Drunks" - 1:37 8. "Italian Song" - 2:07 9. "Social Love I" - 2:39 10. "Social Love II" - 1:50 11. "Daily Bread" - 4:33 12. "Sign of the Crab" - 2:34 13. "Drinking Song" - 2:55 | 1. "I'm Lou" - 1:55 2. "New Fast One" - 2:00 3. "Sign of the Crab (Live)" - 2:46 4. "Seaweed (Live)" - 2:29 5. "Beauty of the Rose (Live)" - 2:44 6. "Whirlwind (Live)" - 2:59 7. "New Fast One (Live)" - 2:01 8. "Bob (Cousin O.) (Live)" - 3:07 9. "A Change is Gonna Come (Alternate Take)" - 4:13 |

## Band
- Matt Dresdner - basgitaar
- Steve Moriarty - drums
- Joe Spleen - gitaar
- Mia Zapata - zang